# Cristiano Monguzzi
Cristiano Monguzzi (Milán, 31 de agosto de 1985) es un ciclista italiano ya retirado que fue profesional de 2012 a 2015.

## Palmarés
2007 (como amateur)
- 1 etapa de la Vuelta al Bidasoa

2011 (como amateur)
- Piccolo Giro de Lombardía

2013
- 1 etapa de la Vuelta al Táchira